# Varsandán Milán
Varsandán Milán (Orosháza, 1989. június 28. –) magyar válogatott kézilabdázó, jelenleg a Gyöngyösi KK játékosa.

## Pályafutása
Az Orosháza csapatában játszott először felnőtt bajnoki mérkőzésen, 2007-ben, azelőtt az ifjúsági csapatokban szerepelt. Első felnőtt szezonjában, az NBI/B-ben 15 mérkőzésen 36 gólig jutott. A számára eredményes 2008–09-es szezon (20 meccs, 96 gól) után játszhatott először az NBI-ben, de már a Kecskemét SE színeiben. A „Hírös városban” három szezont töltött el, majd 2012-ben leigazolta a B.Braun Gyöngyös.
A Gyöngyösön eltöltött négy év során a bajnokság egyik legjobb balszélsőjévé vált, ennek eredményeként a Magyar válogatottban is bemutatkozhatott. 2013-ban és 2014-ben, főként Mocsai Lajos irányítása idején játszott, legjobb mérkőzése egy Fehéroroszország elleni felkészülési mérkőzés volt, melyen 4 gólt szerzett. Bekerült a 2014-es Európa-bajnokságra készülő csapatba, és az utazó keretnek is a tagja volt. Legeredményesebb gyöngyösi szezonja a 2014–15-ös volt, 30 bajnoki mérkőzésen 109 alkalommal talált a kapuba.
2016 nyarán csatlakozott a Balatonfüredi KSE csapatához, amely a Szegedhez igazoló Bóka Bendegúz távozása után igazolta le. Varsandán hamar a fürediek első számú balszélsője lett.
2018 óta a Gyöngyösi KK játékosa.